# Музей міста Афін
Музей міста Афін (грец. Μουσείον της Πόλεως των Αθηνών) або Міський музей Афін — один з музеїв у столиці Греції місті Афінах, присвячений сучасній міській історії, культурі й персоналіям Афін. 
Розташований музей у центрі міста за адресою:
вул. Папаріґопулу, 5-7, м. Афіни (Греція).
Експозицію музейного закладу складає колекція предметів і документів з тематики, пов'язаної із сучасними Афінами (від 1834 року, коли місто стало столицею новоствоерної грецької держави), яку зібрав відомий колекціонер мистецтва Ламброс Евтаксіас (1905—1996), а засновано заклад було 1973 року стараннями Фонду Вуроса-Евтаксіаса (англ. Vouros-Eutaxias Foundation), тому нерідко музей також іменують Музеєм Вуроса-Евтаксіаса.
Музей надає можливість відвідувачам ознайомитись із життям і побутом афінських міщан, а також культурним середовищем Афін, особливо періоду кінця XIX — початку XX століть (час розквіту нового національного мистецтва, активного розвитку новогрецької культури, літератури тощо). Тут же відтворено обстановку житлових покоїв тодішньої афінської аристократії, представлено численні матеріали і предмети, які розкривають, чим жило місто, які події його наповнювали у вказаний період.